# Šljiva
Šljiva (lat. Prunus domestica) podrod iz roda Prunus, vrsta je voća koja raste na drvetu, ima okrugli ili ovalni plod. Plave, crvene ili žute je boje (ovisno o vrsti). Meso ploda je slatko, žućkaste boje s košticom u sredini. Šljiva raste kao srednje veliko stablo, manje ili više bujna rasta. Pojedine sorte zahtijevaju strane oprašivače, dok se neke oplođuju same. Šljive donose plodove na dvogodišnjim ili trogodišnjim granama. Vrijeme cvjetanja je u travnju, prije listanja, a plodovi sazrijevaju u kolovozu, rujnu i listopadu, ovisno o sorti. Ne zahtijevaju redovito i obilno obrezivanje. Šljive su bogate vitaminima A i C. Spadaju u niskokalorično voće tako da se preporučuju u ishrani. Šljive se mogu konzumirati sirove, suhe ili termički obrađene. Koriste se za pripravu džemova, marmelada i drugih slatkih jela (primjerice, knedle). Od šljiva se peče rakija (šljivovica).
RH ima prednosti u odnosu na zapadnoeuropske zemlje, u vidu ekoloških uvjeta i kakvoće plodova. Osobitu kvalitetu pokazuje domaća sorta Bistrica koja je dobro poznata, ali je zapuštena u uzgoju. 
Filogenetski promatrano, šljiva pripada istom rodu (Prunus) u koji spadaju i bjelošljiva, badem, breskva, marelica, višnja, lovorvišnja, trešnja i džanarika koji kao plod imaju košticu. Rod Prunus sadrži nekoliko podrodova, među kojima je i podrod Prunus, koji se dalje dijeli na tri sekcije: Prunus (šljive Starog Svijeta), Prunocerasus (šljive Novog Svijeta) i Armeniaca (marelice).
Podrod Prunus se od ostalih podrodova razlikuje po tome što ima usamljene terminalne i lateralne pupoljke, kao i glatku košticu. Ovakvo čisto morfološko razlikovanje podrodova ima praktični značaj, ali se u novijim filogenetskim istraživanjima pokazala mala taksonomska vrijednost takvih karaktera u rodu Prunus. 
| U 100g šljiva se nalazi: |         |         |       |        |        |          |           |
| kCal                     | kJ      | vode    | masti | kalij  | kalcij | magnezij | vitamin C |
| 47-48                    | 197-206 | 84-86 g | 0,2 g | 221 mg | 14 mg  | 10 mg    | 5 mg      |

Izvor: EU Nährwertkennzeichnungsrichtlinie (EU NWKRL 90/496/EWG) & REWE Nährwerttabelle

## Podvrste
- Prunus domestica subsp. insititia (L.) Bonnier & Layens
- Prunus domestica subsp. italica (Borkh.) Gams

|  | Zajednički poslužitelj ima stranicu o temi Šljiva (Prunus domestica)   |
|  | Zajednički poslužitelj ima stranicu o temi Šljiva                      |
|  | Zajednički poslužitelj ima još gradiva o temi Šljive (staroga svijeta) |
|  | Wikivrste imaju podatke o taksonu Šljiva (Prunus domestica)            |
|  | Wječnik ima rječničku natuknicu šljiva                                 |